# Margaret Montgomery Pirrie
Margaret Montgomery Pirrie, Viscountess Pirrie (* 31. Mai 1857 als Margaret Montgomery Carlisle wohl in Belfast; † 19. Juni 1935 in London) war eine britische Unternehmerin und Philanthropin, die als Ehefrau des Schiffbauers William Pirrie, 1. Viscount Pirrie (1847–1924) an der Leitung der Werft Harland & Wolff und dem Stadtleben von Belfast Anteil nahm. Nach dem Tod ihres Ehemannes wurde sie zur Präsidentin von Harland & Wolff berufen.

## Leben
Margaret Carlisle wurde 1857 wahrscheinlich in Belfast geboren, wo ihr englischer Vater als Lehrer arbeitete. Ihre Mutter stammte aus dem Weiler Kilead im nordirischen County Antrim. Carlisle hatte vier Geschwister; ihre Brüder Henry und John gründeten gemeinsam eine Reederei in London und mit Alexander Carlisle (1854–1926) war ein weiterer Bruder zeitweise Geschäftsführer der Belfaster Werft Harland & Wolff. Margaret und ihre Geschwister wurden von ihrem Vater zuhause unterrichtet. 1879 heiratete sie ihren Cousin ersten Grades William Pirrie, der ebenfalls als Schiffbauer für Harland & Wolff und dort ebenfalls schnell in der Hierarchie aufstieg. Ab 1895 leitete er die Werft als Vorstandsvorsitzender. Seine Ehefrau nahm – entgegen der damaligen Rollenvorstellungen – großen Anteil an der Geschäftsführung und entwickelte gemeinsam mit ihrem Ehemann Schiffspläne und Unternehmensbudgets und begleitete ihn auf Geschäftsreisen. Als ihr Ehemann 1896 und 1897 als Lord Mayor of Belfast diente, war Margaret Pirrie First Lady der Stadt. Später lebte das Ehepaar zeitweise in London; die Ehe blieb kinderlos.
Seit der Amtszeit ihres Ehemannes als Bürgermeister von Belfast unterstützte Margaret Pirrie das Royal Victoria Hospital. Zunächst koordinierte sie eine Spendenaktion, um Geld für den Bau des Krankenhauses zu sammeln; eine weitere von ihr geleitete Spendensammlung brachte Geld für den Ausbau und den Unterhalt des Krankenhauses ein. Das Ehepaar Pirrie selbst trug zu beiden Spendenaktionen bei und Margaret Pirrie gab auch zu weiteren Anlässen Geld an das Krankenhaus, unter anderem für den Erwerb von Radium für Krebsbehandlungen. Zwei Krankenstationen des Hauses sind ehrenhalber nach den Pirries benannt und Margaret Pirrie war ab 1914 Präsidentin des Krankenhauses. 1904 erhielt sie als erste Frau für ihr Engagement um das Krankenhaus die Freedom of the City von Belfast zugesprochen, wurde also zur Ehrenbürgerin der Stadt ernannt. 1922 wurde sie zur Friedensrichterin berufen. Ferner saß sie im Senat der Queen’s University Belfast.
Mit der Ernennung ihres Ehemannes zum Viscount Pirrie 1921 wurde Margaret Pirrie zur Viscountess Pirrie. Nachdem ihr Ehemann 1924 verstorben war, wurde sie zur Präsidentin von  Harland & Wolff ernannt – ein Posten, der extra für sie geschaffen wurde. Diese Berufung erlaubte ihr, trotz des Todes ihres Ehemannes weiterhin an den Unternehmensgeschäften teilzuhaben. Allerdings offenbarte sich nach dem Tod ihres Ehemannes, dass die Werft wie auch ihr Ehemann finanzielle Probleme hatten. Offen suchte sie den Konflikt mit dem neuen Geschäftsführer, dessen Handlungen sie für falsch erachtete und dessen Position sie zu unterminieren suchte. Privat musste sie dem Verkauf mehrerer Häuser in England und Nordirland zustimmen, um die Schulden ihres Ehemannes zu tilgen. Ihr bisheriges Anwesen in Belfast wurde vom neuen Vorstandsvorsitzenden der Werft übernommen. Pirrie zog sich daraufhin nach London zurück. 1926 ehrenhalber zum Mitglied der Belfaster Handelskammer ernannt, starb sie 1935 im Alter von 78 Jahren in London und wurde auf dem Belfast City Cemetery begraben.